# Episodi di Hart of Dixie (terza stagione)
La terza stagione della serie televisiva Hart of Dixie è stata trasmessa in prima visione negli Stati Uniti dal canale The CW dal 7 ottobre 2013 al 16 maggio 2014.
In Italia è stata trasmessa in prima visione assoluta sul canale a pagamento Mya di Mediaset Premium dal 4 agosto al 29 dicembre 2014.
| nº | Titolo originale                  | Titolo italiano            | Prima TV USA     | Prima TV Italia   |
| -- | --------------------------------- | -------------------------- | ---------------- | ----------------- |
| 1  | Who Says You Can't Go Home        | Ritorno a Bluebell         | 7 ottobre 2013   | 4 agosto 2014     |
| 2  | Friends in Low Places             | Gente del sud              | 14 ottobre 2013  | 11 agosto 2014    |
| 3  | Take This Job and Shove It        | Una nuova possibilità      | 21 ottobre 2013  | 18 agosto 2014    |
| 4  | Help Me Make It Through the Night | Serata speciale            | 28 ottobre 2013  | 25 agosto 2014    |
| 5  | How Do You Like Me Now?           | Prova d'amore              | 4 novembre 2013  | 1º settembre 2014 |
| 6  | Family Tradition                  | Tradizione di famiglia     | 11 novembre 2013 | 8 settembre 2014  |
| 7  | I Run to You                      | Corro da te                | 18 novembre 2013 | 15 settembre 2014 |
| 8  | Miracles                          | Miracoli                   | 25 novembre 2013 | 22 settembre 2014 |
| 9  | Something to Talk About           | Qualcosa di cui parlare    | 13 gennaio 2014  | 29 settembre 2014 |
| 10 | Star of the Show                  | La star dello spettacolo   | 20 gennaio 2014  | 6 ottobre 2014    |
| 11 | One More Last Chance              | L'ultima possibilità       | 27 gennaio 2014  | 13 ottobre 2014   |
| 12 | Should've Been a Cowboy           | La scommessa               | 3 febbraio 2014  | 20 ottobre 2014   |
| 13 | Act Naturally                     | Comportamenti naturali     | 10 febbraio 2014 | 27 ottobre 2014   |
| 14 | Here You Come Again               | Doppia vita                | 21 marzo 2014    | 3 novembre 2014   |
| 15 | Ring of Fire                      | Cerchio di fuoco           | 28 marzo 2014    | 10 novembre 2014  |
| 16 | Carrying Your Love With Me        | La lontananza              | 4 aprile 2014    | 17 novembre 2014  |
| 17 | A Good Run of Bad Luck            | Una buona dose di sfortuna | 11 aprile 2014   | 24 novembre 2014  |
| 18 | Back in the Saddle Again          | Di nuovo in sella          | 18 aprile 2014   | 1º dicembre 2014  |
| 19 | A Better Man                      | L'uomo migliore            | 25 aprile 2014   | 8 dicembre 2014   |
| 20 | Together Again                    | Di nuovo insieme           | 2 maggio 2014    | 15 dicembre 2014  |
| 21 | Stuck                             | Tutto è possibile          | 9 maggio 2014    | 22 dicembre 2014  |
| 22 | Second Chance                     | Una seconda possibilità    | 16 maggio 2014   | 29 dicembre 2014  |

## Ritorno a Bluebell
- Titolo originale: Who Says You Can't Go Home
- Diretto da: Bethany Rooney
- Scritto da: Leila Gerstein

### Trama
L'episodio inizia con Zoe, durante la parata dei fondatori a Bluebell, sopra a un carro con Rose e Lavon, con i cittadini che la salutano, ma poi Tom attira la sua attenzione urlando "Torna tra noi" e Zoe si sveglia: infatti è a New York, era tutto un sogno, si era addormentata in ospedale durante il suo turno. Sono trascorsi cinque mesi da quando ha lasciato Bluebell, ha deciso di non tornarci più e di cedere le sue quote dello studio medico a Brick, si è messa con Jonah ma la loro relazione è durata poco, ora sta con il suo nuovo fidanzato, lo scrittore Joel Stephens.
Rose va a trovare Zoe in ospedale, è venuta a New York in gita scolastica, è arrabbiata con lei perché il giorno prima, proprio quando Rose ha compiuto gli anni, Zoe non ha trascorso la giornata con lei nonostante lo avesse promesso. Rose la accusa di essere egoista, ha abbandonato Bluebell con una e-mail senza salutare nessuno. Joel suggerisce a Zoe di andare a Bluebell, lì ha lasciato delle questioni irrisolte, inoltre deve andare da Brick per una lettera di raccomandazione. AnnaBeth e Lavon abbracciano Zoe, ma sono gli unici che la accolgono con affetto, tutti in città la odiano perché per causa sua George è scomparso, e serve il suo aiuto dato che Gainey e Scooter hanno presentato un'ingiunzione contro Bluebell per inquinamento acustico, rischiano di non festeggiare la parata dei fondatori.
Lavon non può mettere a disposizione di Zoe la sua vecchia abitazione dato che ha dovuto darla a sua cugina Lynly, tra l'altro Zoe scopre che AnnaBeth ora è la nuova segretaria dello studio medico. Brick non è contento di vedere Zoe, è diventato scorbutico e antipatico, infatti AnnaBeth le rivela che ha lasciato Shelby, ha finito col pentirsene e ora è sempre arrabbiato, tanto che Magnolia, non sopportandolo più, ha lasciato Bluebell per andare a studiare in un collegio. Brick è in collera con Zoe perché, avendo lasciato a lui la responsabilità dello studio medico, non ha fatto altro che sovraccaricarlo di lavoro, le darà la lettera di raccomandazione solo se lei troverà George. Zoe alloggia in un motel, proprio lì incontra per caso George, il quale si è isolato e ha un aspetto trasandato, lui non è per niente contento di vederla.
Dopo che Zoe rivela a Lemon che George è nel motel, va da lui, e George le racconta che la tournée con Lily è stata divertente, la sua canzone di disprezzo verso Zoe ha avuto persino successo, tuttavia desiderava riconquistare Tansy ma lei, equivocando, credendo che quella canzone rivolta a Zoe fosse un segno d'amore, ha lasciato George. Lemon aiuta George a rimettersi in forma, lui torna a Bluebell e aiuta la città a invalidare l'ingiunzione presentata da Gainey. La parata e salva e tutti sono riconoscenti a Zoe, tanto che Brick le dà la lettera di raccomandazione. Joel va a Bluebell per stare accanto a Zoe, mentre Lemon fa una confessione a Wade: lei e Polpetta sono diventati amanti. Lemon non trova giusto che Zoe, al contrario di lei, abbia un bel fidanzato, quindi decide di farla ingelosire mentendole, le fa credere che lei e Wade ora sono una coppia.
Zoe per strada incrocia Earl il quale ha una linea che dalla mano si sta estendendo per il braccio, Zoe capisce che si tratta di setticemia, per evitare che raggiunga il cuore lo porta allo studio medico e lo guarisce trattandolo con gli antibiotici. Durante la parata Zoe è sul carro con Lavon e Rose con tutti ad acclamarla (come nel sogno) sorprendentemente chiede a Joel di rimanere lì, trasferirsi a Bluebell non danneggerà la sua carriera di scrittore, ormai Zoe ha capito che Bluebell è il posto a cui appartiene.
George incontra Tansy, la invita a uscire solo per scoprire che lei ha un nuovo fidanzato: niente meno che Scooter. Dash ospita Joel e Zoe nel suo albergo, Lemon è consapevole che per Wade non è facile il confronto con Zoe, lei ha preferito lasciarlo nonostante Wade le avesse dichiarato i suoi sentimenti. Wade, per non dare a Zoe la soddisfazione di scoprire che lui è ancora single, decide di farle credere che Lemon è la sua fidanzata.

## Gente del sud
- Titolo originale: Friends in Low Places
- Diretto da: Elodie Keene
- Scritto da: Sheila Lawrence

### Trama
Joel, per amore di Zoe, decide di fare un tentativo per inserirsi a Bluebell, Tom è felice che lui rimanga a viverci essendo un fan dei suoi libri. Lemon e Wade continuano a fingere di essere una coppia, ma la cosa sfugge al loro controllo, infatti Lemon si era inventata quella bugia credendo che Zoe sarebbe rimasta lì per poco, ma ora che ha deciso di restare a Bluebell per sempre questo complica le cose.
George trascorre la notte a fare sesso con Lynly nella propria barca, quest'ultima si infatua di lui, la cosa poi diventa imbarazzante quando scopre che è la cugina di Lavon. Ormai a Bluebell si è sparsa la voce che Lemon è la fidanzata di Wade, intanto Lemon al supermercato conosce Carter Covington, rampollo di una delle famiglie più altolocate dell'Alabama, è uno scapolo molto ambito. Tra lui e Lemon c'è subito attrazione, lei desidera conquistarlo, Zoe però li vede insieme e ora capisce che lei e Wade non sono una coppia.
Zoe si mette a provocare Wade spiegandogli che ha capito tutto: Lemon si è finta la sua fidanzata per farla ingelosire. Wade per ostinazione nega le sue affermazioni, intanto Lavon organizza una cena a casa sua alla quale sono invitati anche Zoe, Joel, Lemon, Wade e Carter, tutto diventa umiliante per Lemon quando si presenta Polpetta il quale credendo erroneamente che Lemon è la fidanzata di Wade (avendolo saputo da Crickett) porge le sue scuse davanti a tutti, credendo che Lemon abbia tradito Wade con lui.
Adesso tutti hanno scoperto che Lemon e Polpetta sono amanti, Carter decide di non frequentarla più. Lynly promette a George che non dirà a Lavon della notte trascorsa insieme, tuttavia afferma che non è necessario che la loro sia una relazione di sesso occasionale, sennonché George le spiega che non cerca relazioni serie al momento. Wade ringrazia Lemon per aver finto di essere la sua fidanzata, si è dimostrata una vera amica, aggiungendo che Carter non era alla sua altezza. 
Zoe va a trovare Wade a casa sua spiegandogli che comprende le motivazioni che lo hanno spinto a fingersi il fidanzato di Lemon, non è facile per lui vedere Zoe insieme a un altro, ma lei e Wade vivono a Bluebell e devono accettare che la loro relazione è finita, perché solo così sapranno coesistere nella stessa città.

## Una nuova possibilità
- Titolo originale: Take This Job and Shove It
- Diretto da: Jim Hayman
- Scritto da: Alex Taub

### Trama
Zoe tenta di convincere Brick a riaccettarla come socia dello studio medico, ma vedendo che lui respinge ogni tentativo di riconciliazione, accarezza l'idea di aprire un proprio studio medico. George prende le parti di Brick spiegando a Zoe che lei, per contratto, avendo ceduto le sue quote deve rispettare la clausola di non concorrenza: non può portargli via i pazienti né tanto meno aprire un proprio studio medico a Bluebell, non prima che trascorra un anno dalla cessione delle quota, contravvenendo lei dovrà pagare una multa di trecentocinquantamila dollari.
Lemon si mette a criticare Crickett davanti alle Belles dato che, ora che è lei a capo del comitato, prende scelte che Lemon non condivide. Lemon e AnnaBeth tentano di portare alcune delle Belles dalla loro parte, tentano di convincerle che Crickett non è affidabile, in effetti Lemon ha capito che alcune delle Belles (in particolare Elodie) tentano di condizionare Crickett affinché lei danneggi Lemon. Crickett, non tollerando che Lemon le manchi di rispetto, la costringe a svolgere da sola una serie di lavori socialmente utili, tra l'altro Lemon ci rimane male quando Crickett le fa notare che, benché Elodie la stia manipolando, è proprio da Lemon che ha imparato a essere meschina.
Lavon scopre che Cameron Lynch, proprietaria di una squadra di baseball della Minor League, sta cercando una nuova città che possa fare da sede alla squadra, pur di evitare che sia Fillmore ad aggiudicarsi questo privilegio, prova a convincere Brick a sfruttare l'infatuazione che Cameron ha verso di lui (dato che si conoscono dai tempi dell'università). Brick chiede a Frank di pedinare Zoe per assicurarsi che lei non pratichi medicina a sua insaputa.
Lynly si fa dare delle lezioni da George dato che studia alla facoltà di legge, ma è solo un pretesto per sedurlo, arriva anche a presentarsi mezza nuda sulla sua barca. George, imbarazzato, aiuta Lynly a rimettersi il vestito ma la mano sinistra di George rimane incastrata nella cerniera lampo dell'abito di Lynly. George telefona a Zoe chiedendogli di raggiungerlo sulla barca, Wade la aiuta a depistare Frank, e quindi Zoe va da George aiutandolo a sfilare la mano dalla cerniera. Mentre Zoe gli medica la mano, George le fa capire che non intende aiutarla con lo studio medico, non solo perché non ci sono clausole a cui appellarsi, ma anche perché Brick fa bene e non restituirle le quote: Zoe aveva abbandonato lo studio medico senza preavviso, avendo dimostrano un comportamento non serio, inoltre le spiega che prima di lei, era il suo defunto padre Harley che lavorò con Brick come socio, quest'ultimo non ha mai superato del tutto la morte del padre di Zoe.
Lemon adempie a tutti i lavori che le sono stati assegnati, ma poi sorprende Le Belles mostrando il murale del supermercato di Frank dove lei ha scritto con la vernice "Me ne vado! Baci, Lemon" ha capito che non vuole più far parte delle Belles, e AnnaBeth si accoda a lei, insieme lasciano il comitato.
Brick, trovando insopportabile Cameron, non riuscendo a sforzarsi di fingere interesse per lei, sabota il piano di Lavon, e infatti Cameron non intende portare la squadra di baseball a Bluebell. Allo studio medico, Zoe va a trovare Brick chiedendogli scusa, non intende più importunarlo, accetta con rassegnazione che non saranno più soci, pur ammettendo che ha imparato a vedere in lui un mentore e un membro della propria famiglia. Brick le spiega che Zoe non è la causa del suo malumore, è solo arrabbiato perché tra lui e Shelby è finita oltre alla partenza di Magnolia, ha reagito adottando un comportamento livoroso, tuttavia decide di dare a Zoe un'altra opportunità, la assumerà allo studio medico come associata.

## Una serata speciale
- Titolo originale: Help Me Make It Through the Night
- Diretto da: Tim Matheson
- Scritto da: Jamie Gorenberg

### Trama
Dato che è Halloween, Lemon ci terrebbe ad andare al tradizionale gala in maschera, ma non essendo più una delle Belles, Crickett non accetta di offrirle l'invito. Lemon, dietro consiglio di George, chiede a Bettie (sua nonna nonché madre di Brick) di darle un invito essendo lei molto ben inserita nella mondanità dell'Alabama. Bettie acconsente e la fa accompagnare da Tanner Hughes, scapolo di ottima famiglia.
Ormai è da un anno che AnnaBeth e Lavon escono insieme, lui desidera passare Halloween con AnnaBeth promettendole una sorpresa, lei e Zoe sono eccitare credendo che Lavon le chiederà di sposarlo. Allo studio medico, mentre Zoe fa un controllo ginecologico ad AnnaBeth, nota qualcosa di strano all'ovaia, un'escrescenza, la porta all'ospedale di Mobile per dei controlli, il timore di AnnaBeth è che possa trattarsi di qualcosa di serio e che potrebbe non avere dei figli. AnnaBeth non può accettare di sposare Lavon senza la certezza di dargli dei bambini, tenta di evitare la proposta di matrimonio provando a convincerlo a passare la notte con lei a New Orleans per assistere a un concerto di Beyoncé, ma è inutile.
Intanto al gala, dove George è accompagnato da Wade, purtroppo Lemon non riesce a divertirsi, Tanner è un uomo presuntuoso che non fa altro che annoiarla. Bettie le rivela che, proprio perché prevedeva che Tanner non le sarebbe piaciuto che ha voluto presentarglielo: voleva punirla per aver avuto una relazione con Polpetta e aver abbandonato Le Belles. Inaspettatamente Lemon al gala incontra Peter, lo aveva conosciuto poco prima al Rammer Jammer, è un reporter che è venuto per un servizio a Glasgow, i due si prendono in simpatia e lasciano insieme il gala.
Mentre Zoe e Joel sono vestiti da Cleopatra e Marco Antonio alla festa di Halloween del Rammer Jammer dove Dash intrattiene tutti con una rappresentazione di Frankenstein, Zoe riceve una telefonata da AnnaBeth che le chiede di raggiungerla a casa di Lavon prima che faccia la proposta. Joel e Zoe vanno dunque a casa di Lavon, ad un tratto arriva una donna che accompagna la sua bambina a fare dolcetto o scherzetto e, guardandole, AnnaBeth viene sopraffatta dalla tristezza. AnnaBeth confessa a Zoe che Lavon è l'uomo con cui desidera una famiglia, non può contemplare la possibilità di non poter avere dei figli con lui.
Al gala Wade fa sesso con la moglie del giudice Perkins, un conoscente di George, quest'ultimo per evitare problemi lo riporta a casa, ma lì ad attenderlo c'è Randall, il fidanzato di Kendra, un'altra donna con la quale Wade recentemente ha intrapreso una relazione. George porta in salvo Wade, ma è preoccupato per lui, sta solo frequentando donne impegnate con altri uomini solo perché Zoe, l'unica che desidera per davvero, ormai ha un altro fidanzato.
Lemon accompagna Peter al bed and breakfast dove lui alloggia, trascorrono lì la notte a fare l'amore. Il mattino dopo Bettie sorride quando Lemon la abbraccia affettuosamente ringraziandola per averla portata al gala, finalmente dopo tanto tempo si è concessa una serata di svago. Kendra tenta di sedurre Wade ma lui, guardando Zoe, decide di non frequentarla più. Zoe dà ad AnnaBeth una bella notizia, ha ricevuto i risultato degli esami, ha solo una cisti ovarica curabile, non c'è rischio di infertilità; tuttavia la felicità di AnnaBeth dura poco quando scopre che Lavon voleva solo farle vedere il film horror La notte dei morti viventi sul maxi schermo, ci rimane male dal momento che non era sua intenzione chiederle di sposarlo.

## Prova d'amore
- Titolo originale: How Do You Like Me Now?
- Diretto da: David Paymer
- Scritto da: Sarah Kucserka e Veronica West

### Trama
Da un sondaggio di Dash si scopre che a Bluebell solo una piccola minoranza reputa Joel l'uomo giusto per Zoe. Quest'ultima, memore di quanto sua stato difficile per lei integrarsi a Bluebell, vuole che per il suo fidanzato l'esperienza sia più facile. Il reverendo Mayfair e sua moglie Beverly hanno avuto due gemelli, lui e la moglie vorrebbero trascorrere insieme una giornata romantica evadendo dai loro impegni, in effetti i genitori di Beverly sono disposti a tenere i nipotini, ma il reverendo doveva accompagnare un gruppo di bambine per il campeggio: Zoe si offre di sostituirlo accompagnata da Joel, sperando che ciò lo aiuti a farsi ben accettare dalla comunità.
Lynly ringrazia George per averla aiutata nello studio, ha superato l'esame in legge e, in segno di riconoscenza gli regala un libro, la biografia di Thurgood Marshall. Al Rammer Jammer, George partecipa a una gara di quiz con Lynly e i due vincono, in effetti a George piace trascorrere il proprio tempo con lei, tanto che le propone di essere solo amici.
Lemon si sente sola, infatti vorrebbe stare con Peter ma lui è partito in Scozia per lavoro, ormai rassegnata al fatto che la loro è stata soltanto la storia di una notte di sesso. Intanto Lavon è riuscito a convincere una rivista a scattare una foto del loro gazebo, chiede alle Belles di occuparsi della composizione floreale, ma Crickett e Elodie non sono capaci di coordinare bene i lavori, quindi benché Lemon non sia più una delle Belles, Lavon le dà l'autorità di supervisionare l'incarico.
Visto che Joel non vuole partecipare al campeggio, il reverendo chiede a George di sostituirlo, accompagnando Zoe. Quest'ultima vorrebbe tentare di riallacciare la loro amicizia, ma George afferma che è stata colpa sua se Tansy ha deciso di lasciarlo, affermando che rimpiange di averla conosciuta. Zoe non trova giusto che lui le rivolga queste parole, ricordandogli che se non si fossero conosciuti lui avrebbe commesso l'errore di sposare Lemon. Quando Dash racconta a Joel che in passato Zoe era infatuata di George, lui si ubriaca e Wade lo porta al campeggio dove Joel rimane intrappolato sospeso sulla zipline, i vigili del fuoco lo portano in salvo.
Anche se Joel si è reso ridicolo, ha fatto divertire le bambine, adesso sta diventando più popolare. Zoe confessa a George che gli manca averlo come amico, quando si è trasferita a Bluebell lui è stato il primo ad accettarla, si assume le proprie responsabilità, sa di averlo ferito, ma lei non è stata la sola causa delle disavventure che George ha affrontato. Quest'ultimo decide di perdonarla, ammette che era più facile incolparla di tutto per superare il proprio dolore, ma ha capito che non tutti i suoi problemi sono stati causati da Zoe.
Elodie, dato che Polpetta vuole riconquistare Lemon, cerca di umiliarla, convince Polpetta a incatenarsi al gazebo e a dichiararle il suo amore. Anche davanti al rifiuto di Lemon, lui la bacia e la fotografa della rivista li immortala nella foto che viene pubblicata. Lemon confessa a Lavon che non intende cercare Peter, la notte che hanno trascorso insieme è stata perfetta, e per lei è sufficiente, avendo capito che se provasse a frequentarlo ancora rovinerebbe quel bel momento che e lei e Peter hanno vissuto insieme.
Lynly ha capito che George non vuole stare con lei perché non si è ancora ripreso dai problemi con Zoe, lui infatti ammette che non è pronto al momento per una relazione impegnativa, tuttavia Lynly affettuosamente gli promette che riuscirà un giorno a conquistarlo. Joel, nei sondaggi, ha ottenuto più voti, Zoe è felice constatando che i cittadini di Bluebell lo stanno finalmente accettando.

## Tradizione di famiglia
- Titolo originale:
- Diretto da: Jim Hayman
- Scritto da: Dan Steele

### Trama
A causa dell'invadenza di Dash, per Zoe e Joel sta diventando difficile vivere in albergo, decidono di comprare una casa, l'agente immobiliare mostra alla coppia una in vendita che a Zoe piace molto, appartiene però a Winifred Wilkes, era la cugina di primo grado di Harley, il padre di Zoe. In effetti quest'ultima, a eccezione di Maureen, non ha mai incontrato i suoi parenti appartenenti al ramo paterno, effettivamente avevano provato a contattarla ma lei li ha sempre ignorati.
Wade e Lemon si divertono a gestire con successo il Rammer Jammer, addirittura hanno registrato un surplus del 20%. Edward, il proprietario del Fancie, il ristorante preferito di Lemon, ha deciso di ritirarsi dalla ristorazione e vorrebbe che Lemon lo rilevasse offrendogli una cifra per acquistare il Fancie: è rimasto colpito dal modo in cui ha gestito il Rammer Jammer. In effetti Lemon è tentata di accettare, il Rammer Jammer manca di raffinatezza e Wade è troppo immaturo.
Anche se Lavon doveva andare a un addio al celibato a Las Vegas, decide di restare a Bluebell notando lo strano comportamento di AnnaBeth, teme che gli nasconda qualcosa. Scopre infatti che i genitori di AnnaBeth sono venuti a trovarla, lei non voleva presentarglieli. Quando scoprono che la figlia sta con Lavon, un ex star del football universitario, ne sono felicissimi, tanto che provano in tutti i modi a convincerlo a sposarla. AnnaBeth li rimprovera severamente, non avevano il diritto di essere invadenti, se lei e Lavon si sposeranno sarà una scelta che dovranno prendere da soli.
Finalmente Zoe decide di conoscere la propria famiglia, scopre che festeggiano un compleanno a Lillian, quindi si presenta alla festa con Joel. Conosce le sorelle Vivian e Winnie, sono le sue cugine, e lo zio Brando, scopre inoltre che il festeggiato è il figlio di Vivian, il piccolo Harley (porta lo stesso nome del padre di Zoe). Non avendo il coraggio di confessare che è una loro parente, fa credere a tutti che Joel è un prestigiatore e che deve fare da animatore alla festa, e che lei è la sua assistente. Zoe rimane affascinata dalla propria famiglia, in particolare da Vivian, la prende subito in simpatia. Tuttavia quando Zoe rivela a Vivian di essere sua cugina, lei cambia atteggiamento, ha capito che è la figlia di Harley, mette in chiaro con Zoe che, nella sua famiglia, non è la benvenuta.
George fa notare a Lemon che lei e Wade lavorano bene insieme, tanto che Lemon gli propone di usare il surplus per rilevare insieme il Fancie, possono trasformarlo in un secondo Rammer Jammer ma preservando l'integrità di un ristorante prestigioso. Wade però non è interessato, ma capisce che Lemon lo desidera quindi usa la sua parte del surplus per acquistare le quote del Rammer Jammer che appartengono all'amica. Purtroppo la cifra che Lemon era disposta a investire non era sufficiente, Edward ha preferito affidare il Fancie a un altro acquirente. Lemon chiede a Wade di riprenderla come socia, ma lui non è disposto a farlo, anche se ciò lo renderebbe felice questo non risolve il problema: il Rammer Jammer non soddisfa le aspettative di Lemon.
Intanto Lynly tenta di conquistare George con l'astuzia, fingendosi attratta da altri uomini, anche se George ha capito che è solo una strategia, capisce che non è capace di resisterle, infatti cerca sempre scuse per starle vicino e infine la bacia.
Lavon ha notato quanto AnnaBeth si senta amareggiata, intuisce che lei aveva equivocato, a Halloween pensava che lui le avrebbe chiesto di sposarlo. AnnaBeth gli fa capire che con il suo ex marito Jake non ha fatto che sprecare tempo, e non vuole più commettere lo stesso sbaglio, sa che Lavon la ama ma lui si accontenta di starle accanto in un rapporto senza evoluzione, infatti Lavon pare non vedere il matrimonio nel loro futuro. AnnaBeth non vuole forzarlo a sposarla ma pretende che, qualora Lavon capisca che AnnaBeth non è la donna con la quale desidera dividere la propria vita, dovrà avere il coraggio di dirglielo.

## Corro da te
- Titolo originale: I Run To You
- Diretto da: Brandi Bradburn
- Scritto da: Sheila Lawrence

### Trama
Lavon e George stanno allenando la squadra di Bluebell per la staffetta contro Fillmore, che per quattro anni consecutivi ha vinto, se infatti Bluebell perde per la quinta volta non verrà ammessa all'edizione successiva. Lavon usa la staffetta come pretesto per ignorare AnnaBeth, dopo che lei gli aveva fatto capire che vorrebbe sposarlo (al contrario di lui che non capisce ancora cosa desidera) preferisce mantenere le distanze, tanto che AnnaBeth sentendosi frustrata, trascorre il suo tempo a preparare confetture.
A Zoe non piace il fatto che Joel trascorra tanto tempo a divertirsi con Wade, i due ormai sono diventati ottimi amici. Zoe riceve una telefonata dall'agente letteraria di Joel scoprendo che è in ritardo con la consegna del proprio manoscritto, in effetti Joel le confessa che ha il blocco dello scrittore, il suo primo libro ha avuto un successo enorme, e ora teme che il suo prossimo lavoro non sarà all'altezza di quello precedente.
Gainey tra i suoi corridori ha messo in squadra un atleta vincitore dei campionato universitari, Lavon mette in squadra Lynly che è un'ottima atleta, ma mentre lei si mette ad amoreggiare con George, si fa male a una gamba, ora non può più gareggiare. Lavon si arrabbia con George per non avergli detto che lui e Lynly stanno insieme, è stata quest'ultima a rivelarglielo: se George si ostina a restare con Lynly lo escluderà dalla squadra.
I fratelli di Tansy, arrabbiati con Wade per non aver azzerato il loro conto arretrato al Rammer Jammer, rapiscono Joel, quindi Zoe e Wade vanno a liberarlo. Zoe arriva con loro a un compromesso, lasceranno Joel e in cambio Wade annullerà il debito, tuttavia loro da ora dovranno impegnarsi ad aiutare Wade a riscuotere denaro da coloro che non pagano gli arretrati al bar. Joel ha trovato tale esperienza entusiasmante, ritrova l'ispirazione e ricomincia a scrivere.
La staffetta sta per iniziare, e George benché non intenda sottomettersi al ricatto di Lavon, decide di partecipare alla gara. George fa notare a Lavon che lui, invece che affrontare il fatto che George e Lynly hanno una relazione, preferisce evitare il confronto, e sta facendo lo stesso errore con AnnaBeth. La staffetta ha inizio e la squadra di George, Wally, Wanda e Crickett riesce a vincere e ad aggiudicarsi il trofeo.
Lavon parla con AnnaBeth e ammette che si è lasciato condizionare dal fatto che tra lui e Lemon non abbia funzionato, oltre al disastro con Ruby quando aveva chiesto a quest'ultima di sposarlo, ci tiene a fare progressi nella loro relazione, ma con cautela. Lemon intanto vorrebbe sapere da Edward che ha acquistato il Fancie, prova a domandarglielo ma lui non vuole dirglielo, in effetti Lemon ha notato che Edward è stranamente imbarazzato. Incuriosita decide di scoprirlo da sola, e rimane sbalordita quando viene a sapere che l'acquirente e Shelby, che è in stato avanzato di gravidanza.

## Miracoli
- Titolo originale: Miracles
- Diretto da: David Paymer
- Scritto da: Leila Gerstein

### Trama
Sylvie, la nonna di Joel, è venuta a Bluebell per festeggiare l'Hannukkah, intanto Brick, dando per scontato di essere il padre del bambino che aspetta Shelby, è molto agitato, ormai non è più giovane e l'idea dei avere un altro figlio lo fa entrare nel panico.
Quando Zoe va allo studio medico, scopre che Brick ha una sorpresa per lei, Brando è venuto a trovarla, uno scoiattolo lo ha morso alla gamba e Zoe gli fa un'antitetanica. In realtà è evidente che è solo un pretesto per conoscerla meglio, Harley era suo fratello, ci terrebbe ad avere un rapporto con Zoe benché Vivian gli abbia imposto il veto di non frequentarla. Zoe presenta Sylvie a Brando, tra i due (entrambi vedovi) è praticamente amore a prima vista.
Bluebell si prepara per il festival, mentre Wade ha il mal di denti, ma avendo paura dei dentisti si rifiuta di farsi visitare. Incontra Tansy scoprendo che, in attesa di riceve un lavoro per cui ha fatto domanda, adesso guadagna un po' di soldi aiutando Scooter consegnando ingiunzioni legali. Tansy dà a Wade dei farmaci per l'ansia sperando di aiutarlo a stare meglio, ma lui inizia a perdere la propria lucidità, tanto che quando incrocia Zoe la bacia.
Il mattino dopo subisce un rimprovero da parte di Zoe, lui le porge le sue scuse, chiedendole di non dire niente a Joel, lo considera un amico e non vuole interferire nella loro storia. Vivian si arrabbia quando scopre che Brando esce con Sylvie, la nonna del fidanzato di Zoe, non la sopporta perché per due anni quest'ultima ha rifiutato ogni tentativo da parte di Wilkes di avvicinarla. A quel punto Brando la rimprovera perché da quando Vivian e il marito stanno divorziando lei è diventata intrattabile, e Brando non è più disposto a tollerare il suo atteggiamento.
Lemon è preoccupata per il ritorno di Shelby, che vuole trasformare Fancie in un locale per cabaret, infatti Brick è ancora attratto da lei e teme che, adesso che gli darà un figlio, torneranno insieme. Cerca dunque un'alleata in Bettie sperando che quest'ultima lo convinca a stare lontano da Shelby con la minaccia di estrometterlo dal testamento, ma in realtà Bettie è felice di avere un altro nipote, infatti Brick, Lemon e Magnolia sono sempre stati per lei una delusione, e vuole che il suo nuovo nipote le dia delle soddisfazioni. Brick però fa a tutti un'inaspettata rivelazione, non è lui il padre del bambino, Shelby è rimasta incinta con l'inseminazione artificiale.
Tansy è preoccupata per Wade, lui si è realizzato solo nel lavoro, infatti dirige con successo il proprio bar, ma non nella vita privata, frequenta solo donne insignificanti, Wade dunque le promette che farà un tentativo per trovare la donna giusta per lui. Vivian decide di provare a essere più gentile con Zoe, ora che lei e il marito stanno divorziando per lei non è facile dover trascorrere meno tempo con il piccolo Harley il quale ora è in compagnia di suo padre.
Finalmente Bluebell si gode il suo festival, con Danielle Bradbery come ospite che si esibisce in un concerto, proprio lì Wade vede Vivian, si conoscevano da giovani, dal modo in cui si guardano sembra che tra i due ci sia attrazione. Finalmente Zoe e Joel festeggiano Hannukkah con parenti e amici, per la prima volta Zoe inizia a capire cosa significa far parte di una famiglia. George va al Rammer Jammer e lì vede Tansy, scoprendo che Wade, dal momento che a Tansy non piace lavorare con Scooter, le ha offerto un impiego nel suo bar. Anche se George finge di non provare imbarazzo nel vederla, è chiaro che ne è ancora innamorato.

## Qualcosa di cui parlare
- Titolo originale: Something to Talk About
- Diretto da: Mary Lou Belli
- Scritto da: Alex Taub

### Trama
Zoe, dopo aver giocato a tennis con Joel e Vivian, scopre che a quest'ultima piace Wade, e lui la ricambia, in effetti anche Joel e AnnaBeth sono convinti che sarebbero una bella coppia. Wade e Vivian escono insieme, Zoe disapprova, non ritiene che Wade sia l'uomo giusto per Vivian, è ancora condizionata dal fatto che lui la fece soffrire, benché Vivian non abbia dubbi sul fatto che Wade è cambiato.
Il revisore contabile dello stato suggerisce a Bluebell e Fillmore di unificarsi, ciò andrebbe a beneficio del bilancio economico dello stato, in effetti Scooter e Gainey sarebbero d'accordo al contrario di George e Lavon che tentano di opporsi. Dal momento che Tansy è la fidanzata di Scooter le chiedono di aiutarli a capire perché Fillmore desidera la fusione delle due città, e dato che nello studio legale di Scooter c'è una festa in stile Hawaii, fa in modo che George e Lavon possano imbucarsi. George accede al computer di Scooter e scopre che, nonostante all'inizio pensasse che Fillmore fosse in bancarotta, non è esattamente una fusione ciò a cui mire Gainey, bensì un'annessione: Fillmore farà di Bluebell solo un'estensione della loro città.
Vivian essendo una madre single inizia a domandarsi se Wade sia l'uomo giusto per lei, chiede a Zoe un consiglio ma lei si astiene dall'esprimere una propria opinione, a quel punto Vivian capendo che Zoe ha una pessima considerazione di Wade, decide di non frequentarlo più. Wade si arrabbia con Zoe, ha influenzato Vivian a causa dell'opinione preconcetta che ha di lui, anche se Wade l'aveva tradita è stata comunque una scelta di Zoe quella di lasciarlo, lui ora sta provando a diventare un uomo migliore ma Zoe si ostina a non dargli fiducia.
Brick decide di portare Shelby a un corso pre-parto, lei approfittando della sua disponibilità, si trasferisce a casa di Brick. In effetti quest'ultimo stava iniziando a frequentare un'altra donna, Carolee, ma quest'ultima decide di lasciarlo perché anche se Brick si ostina a negarlo, lui è troppo legato a Shelby. Infatti anche se per Brick avere a che fare con Shelby è snervante, non trova il coraggio dii mandarla via di casa.
Zoe parla con Vivian spiegandole che non intende intromettersi tra lei e Wade, ormai ama Joel il quale la rende felice come nessun'altro aveva mai fatto, Wade è una brava persona e se tra loro due è finita anche Zoe ha avuto la sua parte di colpe. Zoe infine convince sua cugina che Wade merita che Vivian gli dia un'opportunità
Lavon è preoccupato per Lynly, teme che George la ferirà perché ha capito che non ha superato l'amore per Tansy. Quest'ultima si offre di aiutare George per impedire la fusione, ma lui la esorta ad astenersi dal dargli una mano, non vuole approfittare della sua disponibilità. Lynly vede George e Tansy insieme, da come li guarda intuisce che si amano ancora.

## La star dello spettacolo
- Titolo originale: Star of the Show
- Diretto da: John Stephens
- Scritto da: Kendall Sand

### Trama
Anche se AnnaBeth e Lemon non fanno più parte delle Belles, prendono il comando del comitato in modo da aiutare Lavon a impedire l'annessione. Lemon suggerisce di portare Marian Matthews dalla loro parte, è la sorella del governatore. Brick non riesce più a stare dietro a Shelby, la quale deve mettere in piedi il suo spettacolo di cabaret al Fancie, le serve un regista anche perché Dash ha lasciato l'incarico. Lemon suggerisce al padre di trovare un regista che rovinerà il musical così, quando Fancie fallirà, Shelby sarà costretta ad andarsene.
Zoe, trovando irritante che Joel non la reputi una donna creativa, pur di dimostrargli che si sbaglia, accetta il ruolo di regista, ignara che Brick voglia solo usarla per mandare Shelby al fallimento. Zoe vuole mettere in piedi un musical che ha per tema la biologia che si intitolerà "Una sensazione cellulare". Wade continua a uscire con Vivian, ma Tansy è preoccupata, crede che lei gli nasconda qualcosa, tanto che Wade teme che Vivian non sia soddisfatta di lui.
AnnaBeth e Crickett invitano a pranzo Marian con una scusa, poi lei si sente offesa quando scopre che volevano usarla per avvicinarsi al fratello. Decide di andarsene sennonché Crickett manomette la sua auto per impedirle di lasciare Bluebell. Lavon cerca di convincere Marian a impedire l'annessione, perché non vuole che Bluebell perda il senso di identità che li distingue, poi lei scopre del musical, incuriosita decide di assistere allo spettacolo.
È necessario che Scooter non sappia che i cittadini di Bluebell vogliano far passare Marian dalla loro parte, quindi bisogna tenerlo impegnato, benché Tansy sia convinta che Scooter sia all'oscuro dei loschi piani di Gainey; George tenta di far capire a Tansy che giudica Scooter con troppa ingenuità, non si rende conto che è un uomo egoista e disonesto. Zoe ci rimane male vedendo che Joel non le dà sostegno con il musical, purtroppo lui le rivela inoltre le vere intenzioni di Brick, che ha acconsentito affinché Zoe fosse la regista solo per sabotare Shelby.
Tansy, George e Lynly invitano Scooter in un'escursione nel bosco in modo da tenerlo occupato, intanto George scopre il motivo per cui Lynly si è trasferita a Bluebell: i suoi genitori l'avevano mandata da Lavon dopo che lei aveva usato la calce viva per incendiare il giardino del proprio fidanzato, conseguenza del fatto che lui la tradiva. George e Lynly costringono poi Scooter ad ammettere che lui è complice di Gainey con il progetto dell'annessione, e adesso Tansy capisce che Scooter è un imbroglione.
Quando Brick confessa a Shelby che voleva sabotare il musical a causa dell'invadenza con cui si è intrufolata nella sua vita, lei inizia a sentirsi male. Per fortuna sta bene, Brick accudisce Shelby ammettendo che in realtà lui è stressato solo quando cerca di rinnegare l'amore che prova per lei, infine la bacia e i due si riconciliano. Mirian rimane affascinata dal musical quando Shalby canta davanti al pubblico Broadway Baby, si lascia poi convincere e decide di mettere con suo fratello una buona parola pur di convincerlo a non accettare l'annessione.
Lynly vede George bere una birra con Tansy la quale ammette che Scooter non è l'uomo giusto per lei e che probabilmente ha commesso un errore a lasciare George. Wade si presenta a casa di Vivian vuole chiederle perché si senta tanto a disagio con lui: ammette che pur stando bene con Wade, teme che i suoi doveri di madre single e il proprio lavoro, non le darebbero il tempo necessario per dedicargli più attenzione. Lui le spiega che tutto ciò lo lascia indifferente, in Vivian vede solo una donna bellissima, infine lei lo invita a entrare e a trascorrere la notte a casa.

## L'ultima possibilità
- Titolo originale: One More Last Chance
- Diretto da: Kevin Mock
- Scritto da: Jamie Gorenberg

### Trama
Blue Bell accoglie il vice-governatore Alex Byrd, il piano di Lavon e dei cittadini è quello di convincere Byrd a riconoscere Bluebell come città storica, questo impedirebbe l'annessione. Wade conosce Harley, il figlio di Vivian, ma il bambino non lo prende in simpatia, mentre Zoe vorrebbe prendere in affitto la casa di Winifred, in effetti Brando e Vivian si sono astenuti dal presentargliela: lei è lesbica, ha avuto una fidanzata a Brooklyn e un'altra nel Queens, due relazioni finite male, odia i newyorkesi, temono infatti che avrebbe verso Zoe dei pregiudizi.
Tra Tansy e Scooter ormai è finita, e Lynly ora è diventata gelosa, tanto che rovina i capelli a Tansy con una piastra. Zoe e Joel badano ad Harley in modo che Vivian possa godersi una serata romantica con Wade, ma proprio quando stavano per fare sesso a casa di Vivian, arrivano Joel e Zoe con Harley, quest'ultimo affermava di stare male, ma in realtà è ovvio che è solo una bugia per sabotare Wade.
Shelby confessa ad AnnaBeth che non è rimasta incinta con l'inseminazione artificiale, è Byrd il padre del piccolo, avevano bevuto della tequila, erano ubriachi e infatti è stata la storia di una notte, lei preferisce non vederlo, benché AnnaBeth le fa tenere presente che un giorno suo figlio le chiederà chi è suo padre. Zoe aiuta Wade a fare colpo su Harley, e in cambio Wade aiuta Zoe a fare una buona impressione su Winifred; tutto va a monte quando Zoe perde la salamandra di Harley a cui il bambino è molto legato, adesso Winifred la reputa solo una donna inaffidabile.
Lavon e i cittadino si impegnano per far credere a Byrd che Bluebell è una città ricca di storia, ma poi si presenta Shelby che gli rivela di aspettare un bambino da lui e ne rimane sconvolto. Shelby lascia la casa di Brick, infatti Byrd le ha concesso un'abitazione a Montgomery, desidera che lei viva lì per tutto il tempo della gravidanza.
Wade confessa ad Harley che Zoe non centra niente con la sparizione della salamandra, è stato lui a smarrirla, Zoe si era presa la colpa per coprirlo. Zoe e Vivian trovano la salamandra nel bosco e la restituiscono a Harley, il quale finge di apprezzare il gesto, rivelando a Wade che ha capito che non è la sua ma soltanto un'altra che le somiglia.
Byrd firma il documento che riconosce Bluebell come città storica, mentre Joel rivela a Zoe che ha deciso di comprare la casa accanto a quella di Crickett, è infestata dalle termiti ma almeno sarà tutta loro, e lei non può che esserne contenta. Lynly lascia Bluebell, adesso ha capito che George è innamorato di Tansy, la loro relazione è servita principalmente per aiutarlo a rimettersi in sesto, infine i due si salutano con affetto.

## La scommessa
- Titolo originale: Should've Been a Cowboy
- Diretto da: Les Butler
- Scritto da: Sarah Kucserka e Veronica West

### Trama
Purtroppo Zoe e Joel scoprono che l'ispettore edile con cui si erano consultati non ha fatto altro che truffarli, la casa acquistata per essere a norma ha bisogno di costose ristrutturazioni. Zoe ha promosso il "Mese della Salute" che ormai sta per volgere al termine, avendo preparato per i cittadini un programma di allenamento (con tanto di pilates e ciclismo) che ha riscosso successo. Zoe chiede a Brick di ridarle le sue quote, come socia paritaria guadagnerebbe di più e avrebbe il denaro sufficiente per le ristrutturazioni, propone a Brick un compromesso: se riuscirà in media a far perdere ai cittadini collettivamente 230 kg entro la fine del Mese della Salute, lui la rinominerà socia. Brick cerca di farle capire che non può vincere, ma Zoe per testardaggine non intende ascoltarlo.
Joel vuole incentrare il racconto del proprio libro su un personaggio virile, e desidera prendere Wade a modello, tanto da trascorrere del tempo con lui scoprendo che è bravo nei lavori manuali e che esercita molta attrattiva sulle donne, tanto che vorrebbe provare ad assomigliargli. Tom chiede a George un aiuto legale, lui e Wanda desiderano un allevamento di alpaca ma Lavon non autorizza la licenza per animali esotici.
Elodie sta per sposarsi, benché lei e il suo fidanzato stanno insieme da soli quattro mesi, Lavon ha capito che anche se AnnaBeth tenta di nasconderlo, è delusa dato che Lavon non pare avere intenzione di sposarla. Zoe scopre che nell'ultima giornata del Mese della Salute, Le Belles venderanno torte ai cittadini, prenderanno peso e quindi non otterrà il risultato sperato (era questo che Brick stava tentando inutilmente di dirle). AnnaBeth, Zoe e Crickett vanno all'addio al nubilato di Elodie, dove Zoe spera di convincere Crickett a posticipare il giorno della vendita delle torte, ma lei non può farlo, ha sperperato i soldi del fondo cassa del comitato, la vendita delle torte porterà del guadagno e potrà bilanciare le perdite.
AnnaBeth fa capire a Zoe quanto lei sia infelice con Lavon, ormai è solo lui a prendere le decisioni in merito al loro rapporto, non è più sicura che sia disposta ad aspetta fino a quando lui cambierà idea e prenderà in esame la possibilità di sposarla. Wade intanto fa capire a Joel che egli ha molte qualità, è un uomo intelligente nonché un ottimo scrittore, non è costretto a prendere Wade come esempio per sentirsi realizzato come uomo.
George chiede a Lavon di concedere a Tom l'autorizzazione per allevare alpaca, ma il sindaco le nega perché è stata Wanda a chiedergli questo favore. George allora mette Wanda nella posizione di essere onesta con Tom, lei infatti non vuole gli alpaca perché le mettono paura.
Zoe perde la scommessa, infatti Crickett e Le Belles vendono le torte, tutti le mangiano e non riescono a perdere peso come avrebbe voluto Zoe. Crickett è mortificata con Zoe, non intendeva sabotarla, non ha saputo gestire bene il denaro delle Belles che ha solo speso per fare regali costosi alle amiche del comitato sperando di conquistarsi la loro fedeltà. Zoe nonostante tutto, aiuta Crickett con la vendita delle torte, inoltre è stata di ispirazione agli abitanti di Bluebell i quali, anche quando finirà il Mese della Salute desiderano continuare a fare esercizio fisico, adottando uno stile di vita più sano.
Mentre Tansy è al Rammer Jammer, arriva George che la bacia e le chiede di uscire con lui, e Tansy lo guarda sorridendo. AnnaBeth non intende più fingere che le cose tra lei e Lavon vadano bene, parla con lui ammettendo che lo considera il suo grande amore, sarebbe disposta ad aspettarlo anche per anni se lui accettasse in futuro di sposarla, ma gli chiede se lui potrà mai pensare ad AnnaBeth come all'amore della sua vita. Lavon non riesce a risponderle di sì, la prende per mano e le dice che la ama tantissimo, ma per AnnaBeth ormai non è più sufficiente e quindi la loro storia volge al termine.

## Comportamenti naturali
- Titolo originale: Act Naturally
- Diretto da: Patrick Norris
- Scritto da: Dan Steele

### Trama
Gli amici e i parenti di Zoe le organizzano una festa di compleanno, ma poi arriva Candice, ci teneva a essere presente, ma Zoe non intende farle conosce i Wilkes. George e Tansy sono sul punto di tornare insieme, ma poi fa la sua comparsa Scooter, è reduce da un viaggio nell'Himalaya in Buthan, adesso è diventato un uomo nuovo, non lavora più per Gainey, adesso presta servizio per uno studio che si prodiga per al difesa dell'ambiente. George è preoccupato, vedendo che Tansy è ancora attratta da Scooter, specialmente ora che sembra voler diventare un uomo migliore, infatti era l'influenza di Gainey che faceva di Scooter una pessima persona, ma adesso lo sta rivalutando decisamente più positivamente.
Zoe è tornata a vivere nella sue vecchia abitazione, lei e Joel useranno tutti i loro soldi per ristrutturare la nuova casa, Candice però è delusa: era contenta quando la figlia era tornata a New York per l'estate, non accetta che voglia vivere a Bluebell. Earl credeva erroneamente che Zoe stesse ancora con Wade, ci rimane male nell'apprendere che sta con Vivian e che non ha voluto ancora presentargliela, Wade infatti a causa dell'alcolismo del padre non vuole fare brutte figure, benché anche Vivian ci terrebbe a conoscerlo.
Crickett chiede ad AnnaBeth di tornare nelle Belles, sa che vogliono destituirla e desidera che almeno lei sia dalla sua parte; tuttavia Elodie e le altre Belles chiedono ad AnnaBeth di diventare lei il nuovo presidente del comitato. George è convinto che Scooter voglia solo manipolare Tansy per tornare con lei, e dato che Tom è il nuovo assistente di George, viene incaricato di svolgere delle indagini, scoprendo che Scooter si è fatto assumere in uno studio legale che gode di pessima fama. Tenta di smascherarlo davanti a Tansy solo per scoprire che l'avvocato da loro assunto non è Scooter, bensì la cugina, hanno le stesso cognome e infatti Tom aveva equivocato.
Zoe va alla festa per il suo compleanno a casa di Lavon, mentre Joel tiene occupata Candice portandola in un ristorante, Zoe giustifica la sua assenza con un'emergenza medica. Earl si presenta ubriaco alla festa, Zoe e Wade lo aiutano a calmarsi e lo convincono ad andarsene: Earl tuttavia è della convinzione che Vivian non è all'altezza di Zoe e che lei e Wade hanno fatto un errore a lasciarsi. AnnaBeth, che dopo la sua rottura con Lavon ha mantenuto l'autocontrollo per tutto questo tempo, quando lo vede alla festa di Zoe gli rinfaccia la sua rabbia, lui egoisticamente sarebbe rimasto con AnnaBeth senza mai impegnarsi fino in fondo, aggiungendo che un giorno troverà un uomo che al contrario di Lavon sappia amarla per davvero e apprezzarla. 
Lavon confessa a Zoe che probabilmente ha fatto un errore a non mettere maggiore impegno con AnnaBeth, tuttavia Zoe gli fa capire che, se Lavon aveva dei rubbi sul loro rapporto, lasciarsi è stata la cosa migliore perché, in caso contrario, la loro relazione si sarebbe trasformata in una menzogna. Proprio quando Zoe aveva cambiato idea chiedendo a Candice di portarla alla sua festa, scopre che sono già lì, Candice aveva già scoperto che era tutto un inganno, tra l'altro Winnie e Vivian conoscendola la prendono in simpatia.
AnnaBeth capisce quanto Crickett tenga a lei e Lemon, sono le sue amiche più care, decide dunque di non tradirla, infatti accetta il ruolo di presidente delle Belles ma a patto di poterlo dividere con Crickett. Wade presenta Vivian a Earl il quale per l'occasione è sobrio e si veste elegantemente, invece Candice decide di rimanere a Bluebell sentendo che Zoe si sta legando troppo ai Wilkes, temendo che così finirà col perderla.
George scopre che Tansy ha deciso di tornare con Scooter, i suoi sentimenti per George non sono cambiati, ma ama Scooter il quale, tra tutti gli uomini che ha avuto, è l'unico che per lei ha accettato di cambiare vita, e dunque sente di dovergli dare un'altra possibilità, inoltre si trasferisce a Mobile, infatti Scooter le ha trovato un lavoro in un salone di bellezza. Anche se George è convinto che lui e Tansy insieme sono perfetti, accetta che ormai tra loro due è finita, e le augura di essere felice con Scooter.

## Doppia vita
- Titolo originale: Here You Come Again
- Diretto da: Janice Cooke
- Scritto da: Sheila Lawrence

### Trama
Candice non fa che riempire di regali Zoe e Joel, quest'ultimo ha capito che vuole solo comprare l'affetto della figlia per rivaleggiare con i Wilkes. Candice arriva anche a minacciare Brick: se egli non restituisce a Zoe le quote dello studio medico sua figlia ne aprirà uno suo e gli porterà via i pazienti, in effetti tra pochi mesi la clausola di non concorrenza non sarà più valida.
AnnaBeth teme che Lemon si arrabbierà ora che è lei a capo delle Belles, anche perché Lemon sta per tornare a Bluebell dopo aver trascorso del tempo con Bettie, ha dovuto accudire la nonna che si era fatta male all'anca, Bettie è anche disposta a darle il denaro per acquistare Fancie. Brick organizza una festa di bentornato per la figlia, e Wade vorrebbe portare con sé Vivian ma quest'ultima non la ritiene una buona idea, quando Harley era vivo e lavorava con Brick, da bambine Vivian e Lemon trascorrevano molto tempo insieme, ma poi Vivian le fece uno scherzo e teme che Lemon sia ancora arrabbiata con lei.
Candice propone un'intervista con Dash sperando che tramite il suo blog Zoe ottenga una buona pubblicità, ma si apprende che il Mese della Salute era solo un pretesto per vincere la scommessa con Brick, e ciò danneggia la buona reputazione di Zoe. Joel tenta di convincerla a lasciar perdere, ma Zoe che per tanto tempo è stata trascurata dalla madre, trova gratificante che per una volta Candice le dia tanta attenzione.
Lemon telefona a Wade chiedendogli di venire in prigione e di portarla via di lì. Wade la va a prendere scoprendo che Lemon ha ripreso a frequentare Carter, tuttavia a sua insaputa esce anche con un altro uomo, Enrique, l'autista di Bettie, proprio con lui è stata sorpresa completamente nuda nella fontana, è stata arrestata per oltraggio al pudore. Magnolia chiede a George di aiutarla a farsi riammettere nel collegio femminile dal quale è stata espulsa per motivi da lei ritenuti ingiusti. George quindi parla con il preside solo per scoprire che Magnolia è stata cacciata via per aver preso la sua auto senza permesso.
Durante la festa per Lemon, la madre di Zoe porta con sé un reporter che diffamerà Brick con un articolo, ma Zoe la ferma all'ultimo momento, non rivuole più le quote dello studio medico, decidendo di non affidarsi più a Candice. AnnaBeth rivela a Lemon che ora è lei alla guida delle Belles, ma Lemon non è per nulla arrabbiata. Carter e Enrique scoprono che Lemon li frequentava contemporaneamente, alla luce di questa rivelazione Bettie, delusa, cambia idea negando alla nipote il prestito.
Quando Magnolia rivela alla famiglia della sua espulsione, Brick la iscrive a un altro collegio, vicino alla casa di Bettie, così che l'occhio vigile della nonna la rimetta in riga. Wade porta Vivian a casa di Lemon e la presenta come la sua nuova fidanzata, Lemon abbraccia Vivian con affetto, è felice che stanno insieme perché la ritiene la donna giusta per lui.
Candice ha deciso di lasciare Bluebell, lei e Zoe si abbracciano, ha capito che è meglio mantenere una distanza con sua figlia, perché è il modo migliore per avere con lei un rapporto stabile. Candice si rassegna avendo capito che Zoe ha trovato a Bluebell e nei Wilkes quell'affetto che lei non ha saputo darle.

## Cerchio di fuoco
- Titolo originale: Ring of Fire
- Diretto da: Kevin Mock
- Scritto da: Alex Taub

### Trama
La madre di Zoe si sta adoperando per far sì che il libro scritto da Joel possa trasformarsi in un film, e infatti sta provando a convincere alcuni studi cinematografici di Los Angeles ad acquistare i diritti. Intanto i fratelli Truitt stanno ristrutturando la casa di Zoe e Joel, ma facendo un pessimo lavoro, uno di loro finisce col farsi male e dunque ne approfittano per intentare causa contro Joel e Zoe.
Dato che a Lemon piace Carter almeno quanto Enrique, continua a frequentarli entrambi in attesa di decidere chi è l'uomo che la attrare di più, ma poi ha uno svenimento, secondo Zoe non è in grado di portare avanti due relazioni. Bluebell festeggia il suo festival rinascimentale, ma nessuno mostra entusiasmo, Lavon prova ad alzare l'interesse, tanto che seguendo un consiglio di George, decide di proporre un duello tra Enrique e Carter in stile cavalieri: il vincitore diventerà il nuovo fidanzato di Lemon, lei accetta così da non doversi assumere la responsabilità di dover decidere.
Quando Harley scopre che, durante il festival, un allevatore cucinerà il proprio capretto, con l'aiuto di sua madre Vivian e di Wade, lo porta in salvo, infatti Vivian distrae l'allevatore mentre Wade e Harley portano via il capretto. Infine Wade affida l'animale alle cure di Wanda e Tom.
I fratelli Truitt si rivolgono a Connie Vincent, avvocatessa arrogante che George prende subito in antipatia, quest'ultimo prende le difese legali di Zoe e Joel. Connie sottovaluta George, il quale però davanti al giudice invalida l'accusa contro Joel e Zoe mostrando il reperto medico il quale attesta che l'assistito di Connie non è in gravi condizioni di salute, e quindi vince la causa.
Il duello tra Carter e Enrique sta per iniziare ma si presenta un solo uomo in armatura, si rivela essere Polpetta che essendo ancora infatuato di Lemon, ha manipolato i due contendenti facendo in modo che non si battano e presentandosi lui stesso come unico pretendente, così Lemon sarà costretta a stare con lui. Interviene Lavon che sfida Polpetta il quale si arrende, tuttavia Lemon parla sia con Enrique che con Carter spiegando a entrambi che non sceglierà nessuno dei due, entrambi lo accettano con rassegnazione, tra l'altro hanno fatto amicizia, e Carter ha deciso di assumere Enrique come suo autista.
Intanto Joel dà una buona notizia a Zoe, la Warner Bros ha fatto un'offerta per acquistare il suo libro e farne un film, all'inizio Zoe ne è felice ma poi Joel le spiega che è necessaria la sua presenza per dirigere i lavori di produzione, e quindi deve separarsi da lei per sei mesi, infatti deve andare a Los Angeles.

## La lontananza
- Titolo originale: Carrying Your Love With Me
- Diretto da: Tim Matheson
- Scritto da: Leila Gerstein

### Trama
I cittadini di Bluebell salutano Joel con affetto, egli parte per Los Angeles, Tom mette in guardia Zoe perché è molto probabile che si lasceranno, i rapporti a distanza il più delle volte non funzionano. A breve ci sarà l'elezione a Bluebell di uomo dell'anno, e Brick ambisce a vincere, anche se Stanley (il marito di Crickett) sembra il favorito dato che ha regalato aspirapolveri e iniezioni di botox.
Lily ha acquistato da Shelby il Fancie, ma Wade e George non la vogliono a Bluebell dato che non fa altro che cantare canzoni diffamatorie contro loro due, Lemon allora convince George ad acquistare il Fancie, loro due lo gestiranno insieme come soci, infine con un lettore MP3 fanno credere a Lily che il Fancie è infestato dai fantasmi (di cui Lily è terrorizzata) e la convincono a vendere il ristorante.
Zoe doveva andare a Los Angeles per stare con Joel, ma ha dovuto rinunciarvi avendo contratto l'influenza intestinale. Joel prende un volo per l'Alabama, ma durante uno scalo a Denver gli aerei sono rimasti bloccati per colpa di una bufera. Lavon e Brick sono preoccupati per Zoe, è ossessionata dal voler arredare la casa dove lei e Joel andranno a vivere, quasi a voler ignorare che la loro relazione è in crisi. Finalmente Joel e Zoe possono stare un po' insieme, ma tra i due c'è troppa confusione, non riescono nemmeno a fare l'amore, e quando Joel la lascia sola, Zoe si mette a piangere
George e Lemon inaugurano il Fancie ma Connie, avendo scoperto l'imbroglio dei fantasmi, li informa che si è fatta assumere sa Lily che farà causa a entrambi. Tuttavia interviene Vivian, che con modi intimidatori, costringe Lily a rinunciare alla causa legale contro Lemon e George, i quali intanto, mentre sono insieme a tenersi compagnia, finiscono col fare sesso. Brick convince Zoe ad andare a Los Angeles a trovare il fidanzato, lì scopre che la troupe cinematografica andrà in Gran Bretagna, e Joel li seguirà, resteranno lì un anno. Joel le chiede di venire con lui a Londra, ma Zoe non se la sente di abbandonare Bluebell, decide quindi di lasciarlo avendo capito che non sarebbe giusto metterlo nella posizione di scegliere tra lei e la carriera.
Rose e Tonya organizzano il benvenuto per un gruppo di studenti francesi della città che è gemellata con Bluebell, provenienti dall'Alsazia-Lorena ad accompagnarli c'è il sindaco, una donna molto avvenente, tanto che Lavon vuole fare colpo su di lei, e quindi Brick gli insegna a parlare in francese: tuttavia lei non si presenta, inoltre scopre che è una donna sposata.
Il giorno dell'elezione a uomo dell'anno è finalmente arrivano, ma a vincere non sono né Brick né Stanley, bensì Joel. A quel punto Zoe ritira il premio per lui informando tutti che Joel ha lasciato per sempre Bluebell, tutti vedono quanto lei sia affranta. Mentre Zoe è nella sua camera da letto arrivano Rose, George, Lavon, Vivian, Brick, AnnaBeth e Wade, insieme ai cittadini di Bluebell che le vogliono bene, tutti pronti a darle il loro conforto in questo momento così difficile.

## Una buona dose di sfortuna
- Titolo originale: A Good Run of Bad Luck
- Diretto da: Ricardo Mendez Matta
- Scritto da: Sarah Kucserka e Veronica West

### Trama
George e Lemon sono imbarazzati per la notte di sesso che hanno trascorso insieme, George lo rivela a Zoe e contemporaneamente Lemon confessa tutto a Lavon: tutti e due ammettono che è stato bello ma non provano niente l'uno per l'altra. Zoe sente la mancanza di Joel, inoltre sembra perseguitata dalla malasorte, Wanda le suggerisce di rivolgersi a Madame Van Horn la quale afferma che il problema sono state le mancate nozze di George e Lemon, spezzare un'unione matrimoniale è un gravissimo peccato, e Zoe ebbe un ruolo nella loro rottura.
Vivian spiega a Wade che il suo ex marito Charles vorrebbe conoscerlo dal momento che Harley si è affezionato a lui. Purtroppo Harley viene picchiato da un bullo dopo che Wade gli aveva consigliato di affrontarlo, e adesso Charles ha di Wade una cattiva considerazione. Intanto Davis, il nipote di Gainey, va allo studio medico ormai da diversi giorni, accusa continui mal di testa, quindi Brick chiede ad AnnaBeth di accompagnarlo all'ospedale di Mobile per un emocromo.
Zoe tenta di aiutare George e Lemon a rimettersi insieme, credendo che così allontanerà la sfortuna, quando Lavon scopre quello che ha in mente tenta di farle capire che ciò che sta facendo è assurdo, tra l'altro George e Lemon non sono fatti per stare insieme, ma Zoe non è d'accordo, sono diventati più maturi e forse se decidessero di risposarsi questa volta potrebbe funzionare. Zoe con un inganno li invita a cena nello stesso ristorante, purtroppo come Lavon aveva previsto, non fanno altro che litigare, e poi scoprono che è stata Zoe a orchestrare il loro appuntamento, finendo entrambi per arrabbiarsi con lei. Lemon non tarda a capire che è lasciata condizionare da Madame Van Horn, ormai Zoe ha perso il senso della razionalità, affermando che lei, George e Lemon sono perseguitati dall'incapacità di costruire relazioni mature, e tutto è iniziato quando il loro matrimonio non venne celebrato. George spiega a Zoe che Madame Van Horn è una truffatrice, con diverse accuse legali che pendono su di lei, Lemon la fa notare quanto ormai Zoe sia diventata patetica.
Wade, Charles, Vivian e Harley vanno a una festa di Winifred la quale organizza una gara di rubabandiera, mette Charles e Wade nella stessa squadra, anche se è evidente che è solo un pretesto per far sì che i due possano appianare le loro divergenze. Mentre camminano nel bosco tutti e due rimangono intrappolati in una rete, Wade ammette che si sente in colpa, è stata la prima volta che ha dato un consiglio a Harley e il solo risultato è che ha subito un pestaggio, mentre Charles confessa a Wade che si sente minacciato da lui perché avverte il bisogno di mettersi in competizione con Wade ora che lui fa parte della vita di Vivian e di Harley. Quest'ultimo, mentre è tutto solo nel bosco, riesce a trovare Wade e Charles i quali vengono liberati.
AnnaBeth va a casa di Davis in modo da accompagnarlo all'ospedale, lui però le offre da bere, e i due si divertono a chiacchierare, poi Davis confessa ad AnnaBeth che desiderava da tempo uscire con lei, ha fatto finta di stare male perché era un pretesto per visitare lo studio medico e vederla. AnnaBeth scopre che Brick si era burlato di lei, sapeva che Davis non aveva il mal di testa e che si era infatuato di AnnaBeth, suggerendole di concedergli una possibilità. AnnaBeth accetta infine di uscire con Davis.
Charles e Wade imparano ad andare d'accordo, mentre George e Lemon pur concordando che la notte di sesso che trascorso insieme è stata molto bella, convengono che si è trattato solo di un errore. Zoe parla con Lavon ammettendo che era più facile autoconvincersi che tra lei e Joel fosse finita per colpa della sfortuna piuttosto che ammettere che la loro relazione ha solo fatto il suo corso, lei lo amava per davvero ma non ha avuto il coraggio di lasciare Bluebell per seguirlo. Lavon abbraccia Zoe facendole capire che lei ha fatto bene a rimanere perché il suo posto è a Bluebell.

## Di nuovo in sella
- Titolo originale: Back in the Saddle Again
- Diretto da: Rebecca Asher
- Scritto da: Kendall Sand

### Trama
A Zoe viene proposto di vendere la casa ristrutturata, anche perché non ci potrà più vivere con Joel, ma lei si rifiuta, inoltre conosce un affascinante dentista che la invita a cena, Zoe accetta pur di autoconvincersi che ormai ha superato la rottura con Joel. Lemon incrocia Peter, è tornato brevemente in Alabama per un servizio a Mobile, lui le propone una serata romantica dato che a breve partirà nuovamente.
AnnaBeth e Davis sono in preda alla passione, intanto Lavon deve presentare un progetto: un luna park per ospitare a Bluebell la fiera di contea, tuttavia Gainey va a casa sua per provocarlo rivelandogli che sui nipote è il nuovo fidanzato di AnnaBeth, ciò inevitabilmente lo turba. Magnolia è stressata, Bettie infatti è troppo severa con lei, chiede a Brick il permesso per andare a una festa elegante a Charleston, a casa di Carter, ma suo padre glielo nega.
Wade si diverte a giocare a ping pong con Winifred, ormai si è ben integrato nella famiglia Wilkes, tuttavia è un po' geloso constatando che Vivian e Charles sono ancora attratti l'una dall'altro. Visto che Harley non sa giocare bene a baseball, Charles decide di allenarlo per aiutarlo a diventare una battitore più bravo, dando modo a Vivian di trascorrere una serata romantica con Wade.  
Lemon e Zoe chiedono dei consigli ad AnnaBeth e Brick su come comportarsi ai loro rispettivi appuntamenti amorosi, ma nessuno di loro ha il tempo per dedicare a entrambe delle attenzioni, in effetti più volte provano a convincerle a parlare tra di loro ma è inutile, infatti Zoe e Lemon non riescono a considerarsi delle amiche. Zoe si annoia al suo appuntamento, lui è troppo arrogante, mentre Lemon si diverte con Peter sennonché prende atto che la loro sarà soltanto l'avventura di una notte. Entrambe si allontanano decidendo di confidarsi l'una con l'altra, in effetti Zoe fa notare a Lemon che Peter, proprio come Carter, Polpetta e Enrique è semplicemente un altro uomo con cui lei non sarebbe capace di costruirsi un futuro, Lemon in fondo anche se lo nega crede ancora nell'amore sincero. Lemon invece fa capire a Zoe che quella con Joel è stata la relazione più importante che abbia mai avuto, deve concedersi del tempo prima di superarla e ora non è pronta per conoscere altri uomini.
Magnolia è scomparta, Brick dà per scontato che è andata a Charleston, alla festa di Carter, quindi va lì insieme a George, ma scoprono che Carter non ha dato nessuna festa. Intanto Zoe decide di non frequentare più l'uomo con cui è andata a cena, essendo vanitoso e superficiale, mentre Lemon fa capire a Peter che non può stare con lui perché lei desidera il vero amore. Peter ammette che se avesse il coraggio di amarla, sarebbe disposto a costruirsi una vita felice con Lemon, ma non è ciò che lui desidera, infine le dà un bacio salutandola con affetto.
Lavon, alla presentazione del progetto sulla realizzazione del luna park, vede AnnaBeth in compagnia di Davis, si ubriaca e finisce col rendersi ridicolo. Lavon si presenta poi a casa di AnnaBeth, totalmente sbronzo, affermando con meschinità che Davis la frequenta solo perché è in combutta con lo zio in modo da danneggiare Lavon. AnnaBeth si sente indignata, non solo ha insinuato che un uomo come Davis non sarebbe capace di provare per lei un'attrazione genuina, ma dopo averle spezzato il cuore adesso si intromette nella sua vita privata soltanto perché animato da una patetica gelosia.
Mentre Wade è al bar con Vivian, nota che quest'ultima preferirebbe trascorrere il suo tempo con Harley e Charles, alla fine Wade le dà il permesso di stare con loro. Wade, tutto solo, viene avvicinato da una ragazza, tenta di sedurlo ma lui la rifiuta. Il mattino dopo scopre che Charles ha dormito da Vivian, tra i due non è successo niente ma Wade ha capito che lei e il suo ex marito provano ancora dei sentimenti l'una per l'altro. Lavon, dopo la pessima presentazione, fallisce nel suo progetto, la fiera di contea si terrà a Daphne, inutile è stato il suo tentativo di scusarsi con AnnaBeth.
Brick scopre che Mangolia ha tenuto una festa selvaggia a casa sua, gli aveva fatto credere che voleva andare a casa di Carter per depistarlo. Brick è deluso, sta fallendo come padre perché Magnolia rifiuta la disciplina, tenta di farle capire che l'unica cosa che vuole e fare di lei un'adulta rispettabile. Magnolia gli chiede di iscriverla a un altro collegio, non vuole più vivere con Bettie, e ci terrebbe se Brick venisse a trovarla più spesso. Zoe decide di vendere la casa, infine lei Lemon e AnnaBeth fanno colazione tutte insieme in una caffetteria, tutte e tre come buone amiche.

## L'uomo migliore
- Titolo originale: A Better Man
- Diretto da: David Paymer
- Scritto da: Jamie Gorenberg

### Trama
Mentre Zoe va a farsi una manicure con Vivian, quest'ultima le confessa che ha baciato Charles, lui infatti vuole tornare con la sua ex moglie, i sospetti di Wade erano giusti, in effetti Vivian è confusa, sa che Wade è un uomo eccezionale ma con Charles ha trascorso quindici anni di felice matrimonio, non sa tra i due chi desidera scegliere. Intanto Le Belles, mostrando solidarietà verso AnnaBeth per come Lavon l'ha trattata, decidono di danneggiarlo, infatti se lui è già in una brutta situazione per non aver convinto la contea ad approvare il progetto nel luna park, le cose peggiorano quando Elodie e Crickett lo informano boicotteranno il suo annuale barbecue dato che Le Belles ne faranno uno analogo.
Lemon si arrabbia dato che l'ispettrice sanitaria Mae Ellen Waterloo ha dato una A- per l'igiene al Fancie, infatti benché sia un punteggio alto, Lemon non è soddisfatta dato che desiderava un punteggio pieno, sospetta che il voto sia influenzato dal malumore di Mae Ellen, e infatti scopre che è triste perché doveva partecipare a una gara di ballo ma il suo partner a causa di uno strappo al tendine d'achille si è ritirato.
Wade in piena notte si presenta a casa di Vivian per dirle che combatterà per lei, anche se Charles tenterà di riconquistarla, lei apprezza tantissimo la sua dichiarazione d'amore, e i due trascorrono la notte a fare l'amore. Zoe però cerca di convincere Wade a non farsi illusione, lei ci terrebbe se tra Wade e Vivian funzionasse, tuttavia quest'ultima non ha affermato di voler rinunciare a Charles.
Lavon, così come AnnaBeth, vuole Tom come presentatore al barbecue, entrambi se lo contengono, tanto da portarlo allo stress, ciò scatena la rabbia di Wanda che infatti sta facendo un trattamento con il clomifene visto che vuole rimanere incinta, e quindi costringe Lavon e AnnaBeth a fare pace. Lavon parla con AnnaBeth affermando che lei ha fatto bene a non perdonarlo per le cose brutte che aveva detto, lei apprezza le sue parole, e decide di scusarlo.
Il reverendo Mayfair presenta a George una ragazza, Lulabelle, combinando per i due un appuntamento. Intanto Lemon, che all'inizio aveva proposto Brick come nuovo partner per Mae Ellen, si propone lei stessa, le due ballano insieme alla gara e si divertono, tanto che Mae Ellen propone una visita notturna al Fancie col chiaro intento di assegnare un voto più alto, solo per sorprendere in flagrante George e Lulabelle mezzi nudi che hanno sporcato al cucina, questa volta dà un voto molto più basso, una C.
Zoe, Vivien e Charles vanno in ospedale dato che Harley, mentre era al parco con Winifred, si è fatto male, non è nulla di grave, ma Zoe ne approfitta per parlare con Charles spiegandogli che non è giusto da parte sua intromettersi tra Vivian e Wade solo per capriccio. Charles le spiega che ha intenzioni serie con la sua ex moglie, vuole ricostruire la loro famiglia, si trasferirà a Baton Rouge per lavoro e desidera portare con sé Vivian e Harley. Wade va a casa di Vivian ma trova Zoe a fare da babysitter a Harley, scopre che Vivian è partita con Charles per un week end, alla fine Vivian ha scelto di tornare con il suo ex marito lasciando Wade.

## Di nuovo insieme
- Titolo originale: Together Again
- Diretto da: Michael Schultz
- Scritto da: Sheila Lawrence e Dan Steele

### Trama
Gerald e Dorrie, i genitori di AnnaBeth, sono tornati dal loro viaggio in Alaska, la figlia ci terrebbe a presentare Davis al padre e alla madre, ma loro due, nonostante la figlia non stia più con Lavon, preferiscono la compagnia di quest'ultimo. Il Fancie sta perdendo clienti per colpa del pessimo volto ottenuto durante il controllo sanitario, a causa di George, anche per Zoe le cose non vanno bene, Wade è arrabbiato con lei accusandola di non aver fatto abbastanza per convincere Vivian a rimanere con lui.
Purtroppo a Wanda viene il ciclo mestruale, nonostante i suoi tentativi non riesce a rimanere incinta. Tom è preoccupato perché sua moglie sta portando a spasso il loro capretto con un passeggino oltre al fatto che gli ha messo una tuta da bambino. Shelby è tornata da Montgomery con la sua bambina, la piccola Ethel, quindi a Brick viene un'idea: mentre lui e Shelby vanno a cena insieme, Tom e Wanda si occuperanno della piccola, almeno per distogliere Wanda dalla sua fissazione per il capretto.
Zoe e George vanno in un ristorante sperando di trovare lì Walter Wallen, famoso critico culinario, vogliono che recensisca il Rammer Jammer e il Fancie sperando di fare un favore a Wade e Lemon e ottenere il loro perdono. George crede di trovare lì Wallen affidandosi a una sua assurda teoria, credendo di aver trovato una schema per prevedere il ristorante dove lui andrà, ciò si rivela un fallimento perché l'uomo che trovano è solo un imbroglione, che ruba l'auto a George, lui e Zoe vengono poi aiutati dai fratello Truitt. Lemon, vedendo Wade affranto per la rottura con Vivian, lo porta in una tavola calda, e proprio lì incontrano il vero Walter Wallen, lo convincono a recensire entrambi i loro locali, lui intrigato accetta e fa un'ottima recensione sia al Rammer Jammer che al Fancie.
Wanda e Tom si divertono con la piccola Ethel, mentre Shelby chiede a Brick di tornare con lei, ma egli la rifiuta, ritenendo che sia meglio che conducano vite separate. AnnaBeth si arrabbia dato che Lavon sta assorbendo le attenzioni di Gerald e Dorrie, lei ci teneva a far conoscere Davis ai genitori. Lavon parla con loro spiegando a entrambi che lui non merita la loro amicizia, non ha saputo rendere AnnaBeth felice, si rassegnano capendo che non possono avere con lui un rapporto amichevole, decidono allora di conoscere Davis il quale si conquista la loro simpatia.
Lemon prova a convincere Wade a essere più indulgente con Zoe, lei non ha colpe sul fatto che Vivian ha scelto di lasciarlo. Anche se George e Zoe hanno fallito, ammettono che si sono divertiti insieme, hanno capito che il motivo per cui loro due non potevano essere una coppia è perché, mettersi insieme, sarebbe stato troppo facile, e a entrambi le cose semplici non piacciono, tuttavia George ammette che è felice di averla conosciuta, perché in lei ha trovato una vera amica.

## Tutto è possibile
- Titolo originale: Stuck
- Diretto da: Mary Lou Belli
- Scritto da: Alex Taub

### Trama
Brando informa Zoe e Wade cha ha chiesto a Sylvie di sposarlo e lei ha accettato, intanto Earl confessa a Zoe che è da tanto che è sobrio, ha un debole per Mae Ellen e vuole chiederle di uscire con lui. Zoe lo aiuta portandolo a tagliarsi i capelli e a indossare in completo elegante. Zoe scopre che Mae Ellen è una fan di Jennifer Weiner e dato che in biblioteca esce il suo nuovo libro, Zoe fa in modo che proprio lì Earl le chieda un appuntamento e lei accetta volentieri.
Bettie ha trovato un biglietto per una nave crociera per single e vorrebbe che Lemon si imbarchi, sperando che possa trovare un buon partito, ma lei si rifiuta, adesso per Lemon conta solo la carriera. Melanie LaRue vorrebbe organizzare il proprio matrimonio al Fancie, tuttavia non è sicura che possa essere una location adatta all'evento. Lemon per farle cambiare idea, decide di convincere Brando e Sylvia a sposarsi lì, anche Polpetta e Lily (che si sono messi insieme) decidono di sposarsi al Fancie, inoltre pure Crickett e Stanley vogliono approfittare del Fancie per rinnovare i voti nuziali.
Frank mostra a George e Lavon un cartello stradale dove sono segnare le città (tra cui Bluebell) imbrattato con una bomboletta spray. Ne parlano con un ispettore per sostituirlo con un altro, ma anche Gainey vuole la stessa cosa dato che pure il nome di Fillmore era sul cartello, ma il problema è che entrambi vogliono il nome della propria città in cima. L'ispettore propone una partita a ping pong tra i due sindaci il vincitore verrà accontentato. Lavon perde ma George vede sulla mano destra di Gainey della vernice rossa, è stato lui a imbrattare il cartello, e dunque l'ispettore lo farà sostituire con un altro cartello con il nome di Bluebell in cima.
Magnolia è tornata dal collegio, voleva passare del tempo con Brick, ma vede che lui preferisce la compagnia di Rose che, mostrando interesse per la medicina, gli aveva chiesto di potergli fare da assistente. Rose fa notare a Brick che non è stato giusto da parte sua trascurare la figlia, dal momento che già passano poco tempo insieme. Brick si scusa con Magnolia, le propone una vacanza, solo loro due, per qualche settimana, e lei accetta con gioia.
Zoe è preoccupata per Earl, infatti non si è presentato all'appuntamento, lei e Wade vanno a casa sua e lo vedono per terra, è caduto in una buca, si è slogato la caviglia. Chiamano un'ambulanza, ma è necessario raddrizzare la caviglia facendo trazione, altrimenti non ci sarà circolazione sanguinea e Earl perderà il piede. Zoe raddrizza la caviglia salvando Earl, il quale viene portato via da un'ambulanza.
AnnaBeth è sempre più felice con Davis, il quale è in compagnia di una donna, Lemon li vede insieme e scopre che vuole acquistare da lei un anello di fidanzamento: vuole chiedere ad AnnaBeth di sposarlo. Lemon organizza una proposta di matrimonio a lume di candela al Fancie, ma quando Davis mostra ad AnnaBeth l'anello, una candela brucia una delle tende, il Fancie prende fuoco. Wade intanto ringrazia sentitamente Zoe per aver salvato Earl, le dà inoltre un'inaspettata notizia, un'investitrice rimasta colpita dall'ottimo lavoro che Wade ha fatto nel gestire il Rammer Jammer, vuole farne un franchise, aprirà un altro locale ad Atlanta e vorrebbe che Wade lo dirigesse, si trasferirà lì a tempo indeterminato.

## Una seconda possibilità
- Titolo originale: Second Chance
- Diretto da: Bethany Rooney
- Scritto da: Leila Gerstein

### Trama
Tom annuncia a tutti che lui e Wanda aspettano un bambino, intanto il Fancie ha bisogno di ristrutturazioni dopo l'incendio, George informa Lemon che non intende più essere suo socio. Bettie è pronta a dare alla nipote il denaro per la ristrutturazione, ma a patto che lei prenda parte alla crociera e che possa trovare un uomo da sposare, per Bettie non è una questione di amore, ma di stabilità, Lemon non resterà bella e giovane per sempre, e vuole la garanzia che al suo fianco abbia un marito.
Anche se il Fancie è andato a fuoco, bisogna comunque celebrare il matrimonio di Brando e Sylvie, così come quello di Polpetta e Lily, oltre che il rinnovo delle promesse nuziali di Crickett e Stanley. In effetti Joel e Vivian tornano a Bluebell per il matrimonio di Sylvie e Brando, ormai Zoe e Joel sono diventati buoni amici, lui ha iniziato a frequentare un'altra donna, mentre Wade non porta rancore verso Vivian, lei ha scelto di salvare la sua famiglia e ha preso la decisione migliore. Anche se Lavon è un po' amareggiato dato che AnnaBeth sta prendendo in considerazione l'idea di sposare Davis, non intende riconquistarla, ha capito che il problema è Lemon, non riesce a dimenticarla, è per questo che dopo di lei ha intrapreso solo relazioni senza prospettive.
Lavon e George vanno a Tallassee per incontrare Don Todd, un golfista di cui entrambi sono grandi fan, egli decide di incontrare la sua ex moglie di cui è ancora innamorato, vuole riconquistarla, dunque George e Lavon decidono di accompagnarlo. Gli investitori che vogliono ampliare il Rammer Jammer desiderano realizzare delle sedi ad Atlanta e Baton Rouge, se Wade accetta il lavoro gli verrà assegnato un ufficio e un ottimo stipendio. Lemon ha capito che Zoe è turbata per l'imminente trasferimento di Wade, lei ha cercato di negarlo ma la sua decisione di tornare a Bluebelle era dovuta a Wade, in realtà si era messa con Joel per dimenticarlo perché si sentiva ferita dal tradimento di Wade, ma quando quest'ultimo si è messo con Vivian ha dato prova di essersi trasformato in un uomo migliore.
Polpetta lascia Lily, mentre Crickett trova il coraggio di confessare a tutti la propria omosessualità facendo coming out, ponendo fine al proprio matrimonio con Stanley. Zoe confessa a Wade il suo amore davanti a tutti, tenta di convincerlo a tornare con lei, è stata colpa di entrambi se la loro storia non ha funzionato ma ora sono più maturi ed è sicura che questa volta funzionerà, tuttavia Wade non sa cosa risponderle.
Sylvie e Brando si sposano, e Zoe rimane colpita dalle parole d'amore che i due anziani pronunciano nelle loro promesse nuziali. Intanto Don Todd fallisce nel suo intento, la sua ex moglie non vuole tornare con lui, ma confessa a George e Lavon che si sente soddisfatto, per tanto tempo ha vissuto nel ricordo del suo matrimonio, ma ora che ha fatto tutto quello che era in suo potere per riconquistarla, non ha rimpianti, e adesso può andare avanti con la propria vita. Sia George che Lavon, sentendo queste parole, capiscono di amare ancora Lemon, e che devono provare a riconquistarla, lei intanto ha accettato di partecipare alla crociera imbarcandosi, Lavon e George non hanno fatto in tempo a raggiungerla.
AnnaBeth rifiuta la proposta di matrimonio di Davis, sa che lui è un uomo meraviglioso, ma lei ama ancora Lavon e se lo sposasse, Davis sarebbe solo un ripiego, e lui merita di meglio. Wade ha rifiutato il lavoro, resterà a Bluebell, lui e Zoe si mettono a ballare insieme, sa che Wade è ancora troppo insicuro per credere che lui e Zoe possano costruirsi un futuro insieme, ma lei gli promette che riuscirà a riconquistarlo.